# Republic Records
Republic Records – amerykańska wytwórnia płytowa wchodząca w skład UMG i mająca swoją siedzibę w Nowym Jorku. Założycielami firmy w roku 1995 byli dwaj bracia Monte i Avery Lipman.
Dla wytwórni nagrywali m.in. Lil Wayne, Drake, Nicki Minaj, Amy Winehouse, Ben Howard, Colbie Caillat, Jay Sean, Kelly Rowland, 3 Doors Down, Tyga, Mika, Florence and the Machine, Godsmack, Owl City, The Weeknd, Sam & Cat, Ariana Grande, Lorde, ATC, Taylor Swift, JoJo Siwa.